# Cicadulella flava
Cicadulella flava är en insektsart som beskrevs av Lindberg 1958. Cicadulella flava ingår i släktet Cicadulella och familjen dvärgstritar. Inga underarter finns listade i Catalogue of Life.